# Sint-Michielskerk (Kuurne)

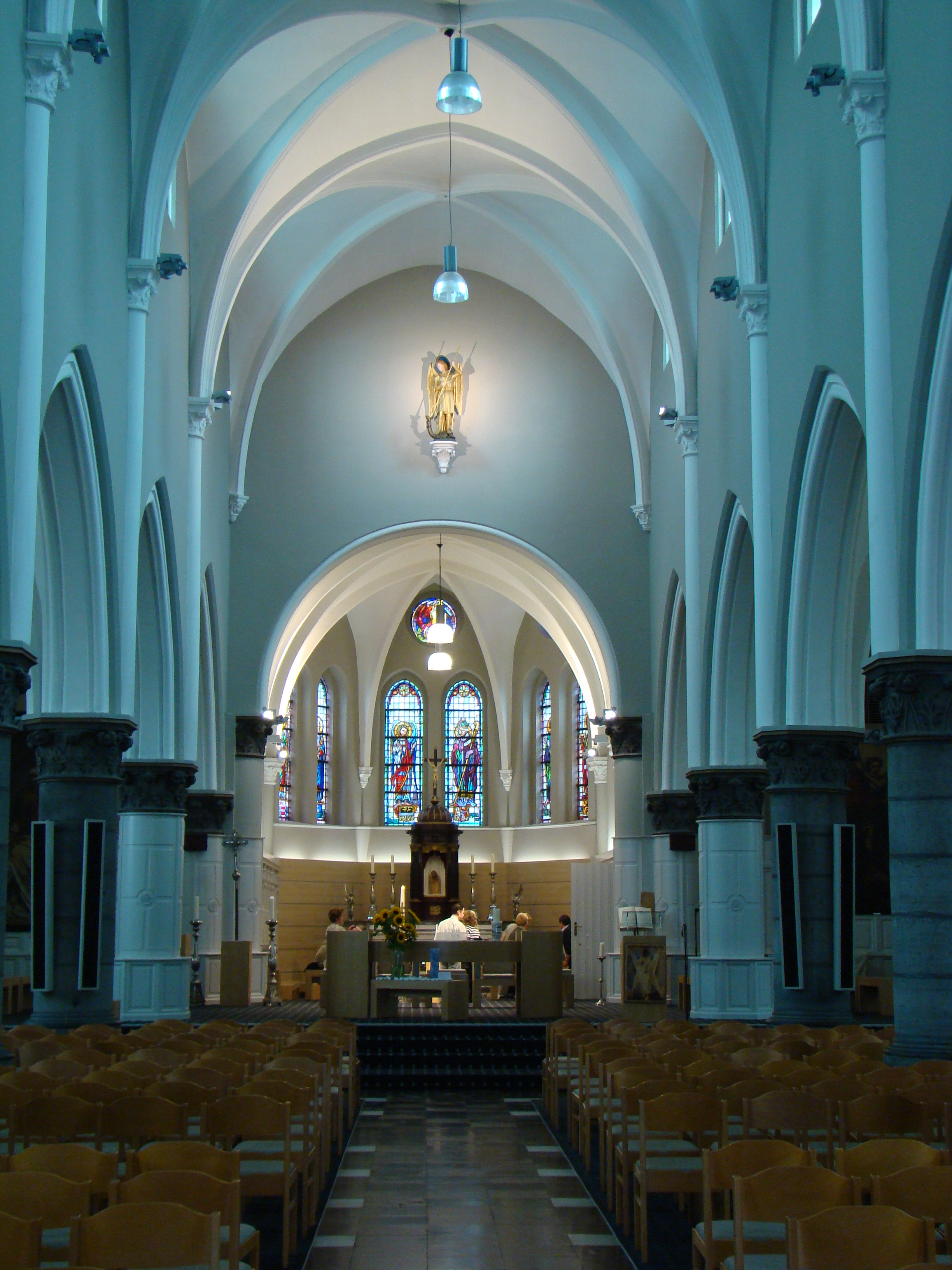
Het schip

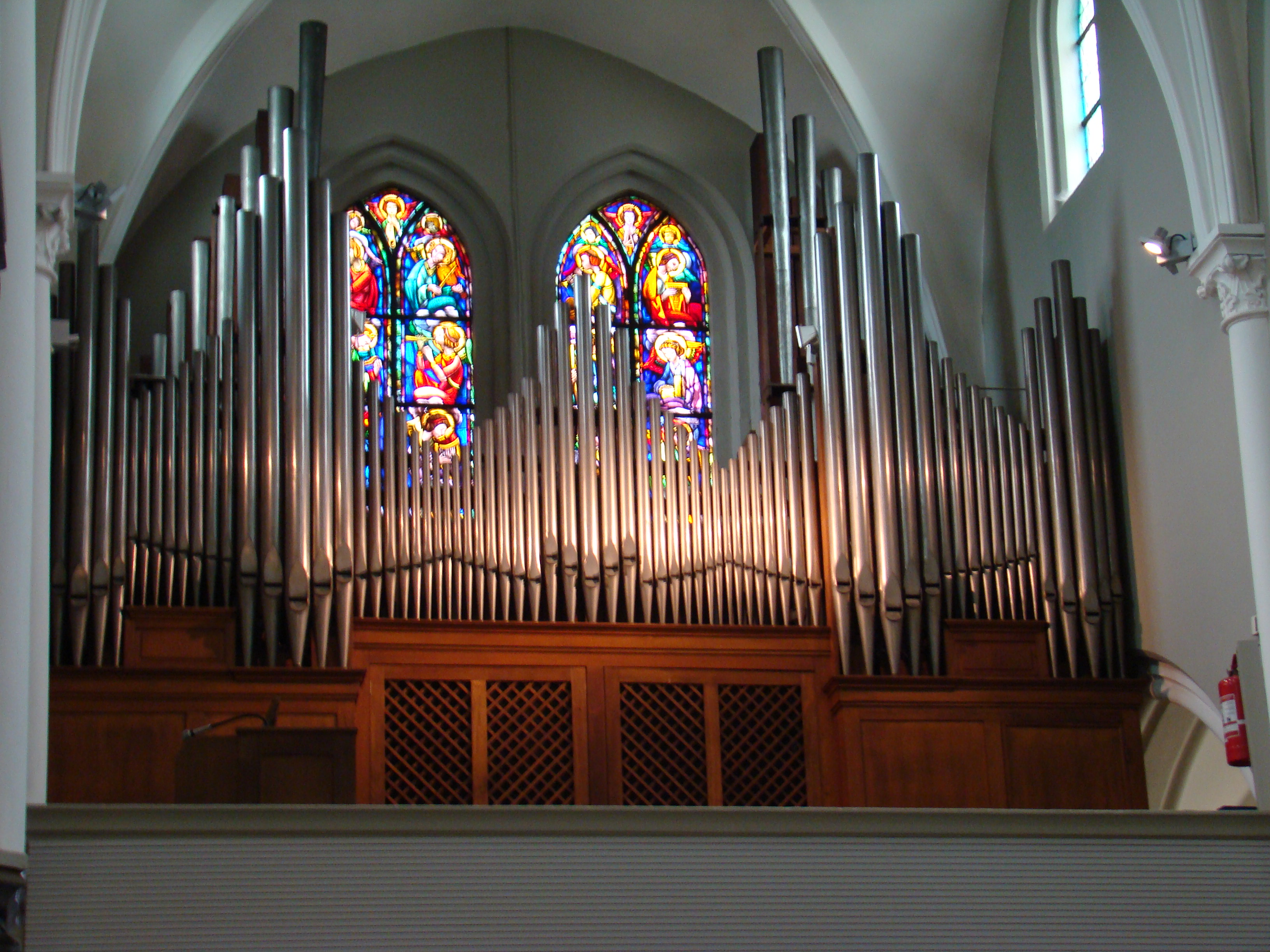
Het orgel

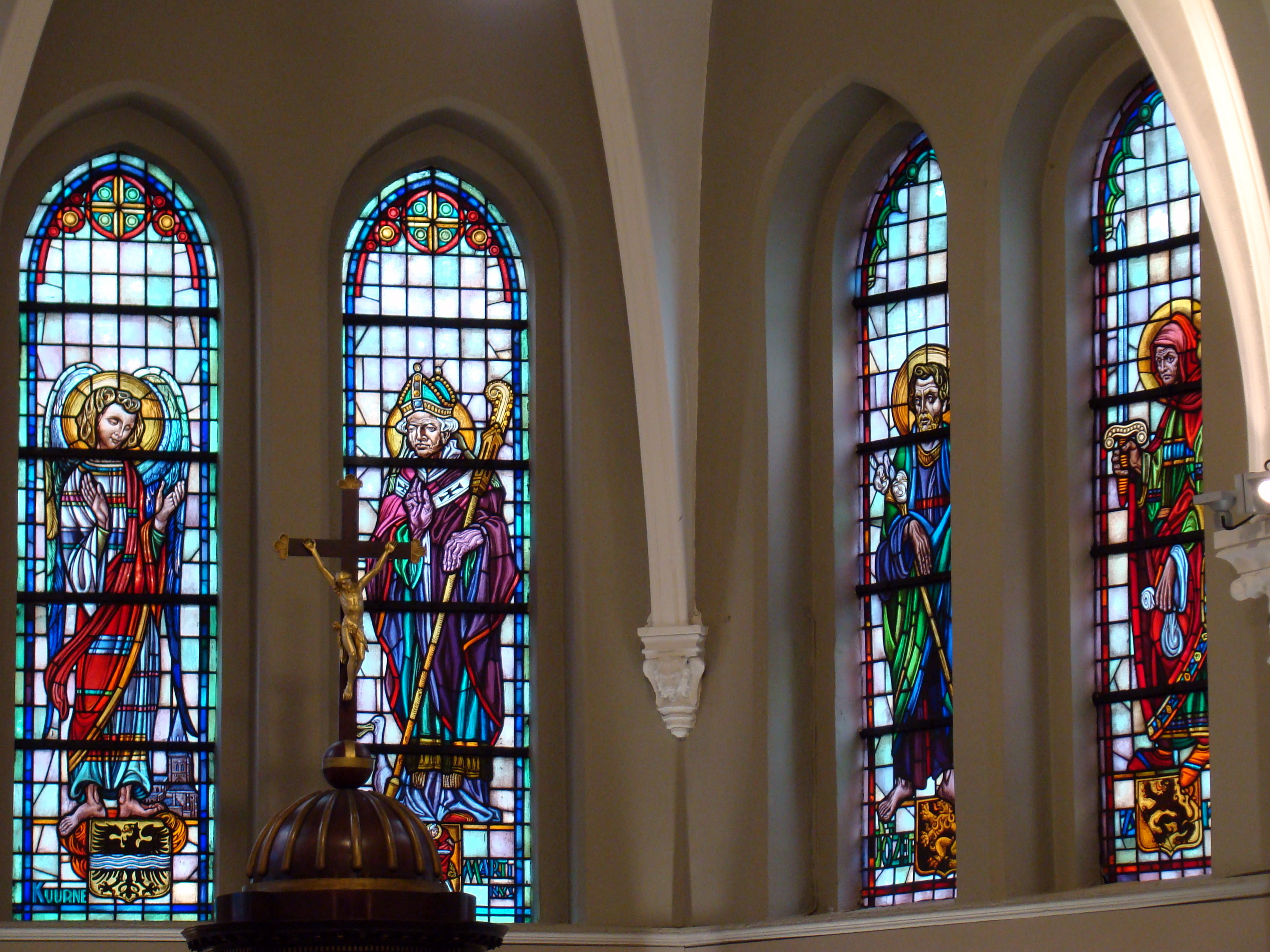
De ramen

De Sint-Michielskerk is een neogotische kerk in de Belgische plaats Kuurne.

## Geschiedenis
Volgens opgravingen in 1985 heeft er al op dezelfde plaats een kleinere kerk gestaan. De eerste schriftelijke vermelding van de kerk, vermoedelijk toen nog een houten bedehuisje, dateert van 1146, wanneer de bisschop van Doornik het altaar van de kerk schenkt aan de Doornikse Sint-Maartensabdij, die ook het patronaat bezit. De belangrijkste tiendheffers zijn het Onze-Lieve-Vrouwkapittel van Kortrijk, de Sint-Maartensabdij van Doornik en de kapel van Sint-Katharina. De kerk bevond zich op de heerlijkheid van Kuurne, een leen van het grafelijk leenhof van Kortrijk. Later werd de houten kerk vervangen door een stenen kerk in romaanse stijl, vermoedelijk in de tweede helft van de 12e eeuw. Bij de stenen kerk lag ook een ommuurd kerkhof. Het oorspronkelijke ommuurde kerkhof verdween rond 1958.
Het oorspronkelijke gebouw was een stenen romaanse driebeukige, basilikale kruiskerk met transept en centrale vieringstoren met achtzijdige bovenbouw. Vermoedelijk onderging de kerk verschillende verbouwingen op het einde van de 13e of begin 14e eeuw. Een tweede verbouwing volgde rond 1500, na de aangerichte vernielingen tijdens de opstanden tegen Maximiliaan van Oostenrijk (1483-1485 en 1488-1492). Omstreeks 1512 werd het koor uitgebouwd en werd de oorspronkelijke romaanse koorsluiting vervangen door een driezijdige sluiting van baksteen met drie koorvensters, aan de buitenzijde door steunberen versterkt. De bovenbouw van de toren werd vervangen door een laatgotische witstenen constructie en bekroond door een hogere naaldspits. Het Onze-Lieve-Vrouw- en het Sint-Michielsaltaar worden ingewijd door de bisschop van Serpetha.
De Sint-Michielskerk werd ten tijde van de godsdienstoorlogen (eind 16e eeuw) geplunderd door bosgeuzen. Op 4 maart 1573 werd de kerk geplunderd, de pastorie leeggeroofd en de pastoor vermoord door een bende uit Ieper. Tijdens de Franse Revolutie, aan het einde van de 18e eeuw, werd de kerk van drie klokken beroofd. Het gebouw werd gesloten en de kerk werd omgevormd tot paardenstal. In 1806 werden verschillende herstellingswerken uitgevoerd en tussen 1809 en 1815 werd de kerkvloer vernieuwd, om in het gebouw opnieuw erediensten te laten doorgaan.
De stenen romaanse kerk werd - na de talrijke oplapwerken uit de 17e, 18e en 19e eeuw - uiteindelijk afgebroken in 1876 om plaats te maken voor een nieuw kerkgebouw in neogotische stijl. De nieuwe kerk werd ontworpen door de Kortrijkzaan Arthur Croquison, maar door diens overlijden in 1877 werden de bouwwerken opgevolgd door zijn vader, Pierre Nicolas Croquison. In 1878 werd het nieuwe kerkgebouw plechtig ingewijd. De marmeren doopvont, van de hand van de Kortrijkse marmerwerker Libboton, dateert van 1834 en wordt nog steeds gebruikt.

### Renovatiewerken
Na talrijke vernielingen tijdens de Eerste en Tweede Wereldoorlog, werd de kerk in de 20e eeuw verscheidene malen gerenoveerd. Tijdens de Leieslag in mei 1940 werd werden alle glasramen, die een volledige kruisomgang voorstellen, in de zijbeuk vernietigd vernietigd, alsook het leien dak en de zijbeuk. In 1954 werd het interieur van de kerk geschilderd. In 1957 werd de sacristie ten zuidoosten vergroot en in 1966 werd het neogotische altaar vervangen. Het interieur werd opnieuw aangepast in 1985 en 2004-2005.

## Interieur

### Kunstwerken
In 1962 werd het oude orgel vervangen door een nieuw orgel, dat werd gebouwd door Gerard Loncke. De kruiswegstaties (een reeks schilderijen die scènes uit de lijdensweg van Jezus en zijn sterfstrijd uitbeeldt) werden in 1822 geschilderd door Roose uit Roeselare.
Twee schilderijen van de Kuurnse kunstschilder Evariste Carpentier sieren de zijaltaren. De "Heilige Michaël die de duivel vertrapt" (doek 300 × 200 cm), dateert van 1868 en de "Aanbidding der Wijzen", een kersttafereel uit 1871 (doek 300 × 200 cm). Het oude hoogaltaar werd gemaakt in 1850.

### Het centrale altaar
Het nieuwe centrale altaar in het schip werd in 1971 vervaardigd uit delen van de vroegere predikstoel, door meubelmaker Alfons Lapauw uit Kuurne. Ook de huidige biechtstoelen werden gemaakt uit delen van die vroegere predikstoel.

### Brandglasramen
Voor de slag aan de Leie van mei 1940 waren alle ramen in de zijbeuken van de kerk mooie brandglasramen met een volledige kruisweg. Al deze ramen werden door het bombardement vernietigd. De huidige brandglasramen zijn gemaakt door Fr. Roderburg uit Brugge.

## Archeologische vondsten
Bij de opgravingen in 1985, op initiatief van de Archeologische Stichting van Zuid-West-Vlaanderen, werden onder de bevloering begraafplaatsen blootgelegd van vroegere vooraanstaanden, waarvan skeletten nog goed bewaard waren. Deze skeletten werden in verscheidene tentoonstellingen getoond aan publiek als onderdeel van een archeologische reeks tentoonstellingen.
In de kerk, rechts vooraan, werd ter gelegenheid van 'Kuurne 850' in 1973 een arduinen plaat ingemetseld, met het vroegere wapenschild van de gemeente en vermelding '1123 in villa de Curnes', verwijzend naar de eerste jaarvermelding. Achteraan in de kerk bevindt zich ook een steen, die herinnert aan Brigandszondag van 28 oktober 1798 met daarop de namen van vijf Kuurnenaren, die sneuvelden Voor Outer en Heerd.